# 辻あずき
辻 あずき（つじ あずき、1988年2月14日 - ）は、日本の元AV女優。

## 略歴
趣味はショッピング、特技はチアリーディング。
2006年にデビューしたロリータ系のAV女優で、陵辱ものを中心に多くの作品に出演。「あずき」や「のぞみ」、「新垣はるか」の名前で出演している作品もある。
2007年に引退。

## 出演作品

### アダルトビデオ
2006年
- 「家庭教師が美少女にした事の全記録」隠撮カメラFILE 3（8月1日、グローリークエスト）
- チン学率100%!名門フェラス学院（9月7日、ディープス）
- 素人ロリ娘愛好家 陵辱コレクター 1（10月20日、KUKI）※「あずき」名義
- 孫娘 3（10月25日、ネクストイレブン）
- 女子校生初脱ぎモデルズ（10月25日、イマージュ）
- ALICE あずき（12月9日、グラフィス） ※「あずき」名義
- 中●生中出し日記 1 玩具にされたあずき（12月15日、オープンモール）
- 僕、専用。Z-SP side.A（12月29日、ゴーゴーズ）
- 僕、専用。Z-SP side.B（12月29日、ゴーゴーズ）

2007年
- 制AV女優と素人男が一日結婚（1月5日、ブリット）
- 黒タイツ女子校生 4時間（1月5日、TMA）
- 恋しい… 辻あずき（1月13日、オーロラプロジェクト）
- kawaii* kawaii collection 03（1月25日、kawaii*）
- ロリータ調教 新垣はるか 18歳（2月8日、eighteen） ※「新垣はるか」名義
- 業界初！顔面騎乗ボディエステ（2月8日、アキノリ）
- スーパーGスポット潮吹き女子校生10連発!!3時間スペシャル15（2月16日、クリスタル映像）
- ラブりん（2月24日、オーロラ・プロジェクト）
- 私立IP女学院 2（3月1日、アイデアポケット）
- 女学生エロス 近親相姦 義父と娘（3月8日、ヒビノ）
- 制服美少女愛好家（4月1日、ワンズファクトリー）
- ハイジ 少女愛 ～叶いすぎた夢～（4月5日、アイエナジー）
- 制服カメラ あずき18歳（4月5日、ドリームチケット）
- NYMPH & VENUS 清原りょう&辻あずき（4月14日、オーロラ・プロジェクト）
- 完全ガチガチ×ドキュメント!!（4月15日、ワープエンタテインメント）
- ロリータ中出し20連発（5月4日、アイエナジー）
- 朝比奈クルミの冒険 コスプレギャラリー（5月4日、イフリート）
- 悪質強制猥褻！飲めない女を泥酔生中出し 完全版（5月25日、メディアステーション）
- kawaii* kawaii girl 07（5月25日、kawaii*）
- FELLATIO FESTIVAL 5（6月1日、アイデアポケット）
- TAKARA GREATEST BOX（6月6日、タカラ映像）
- 老人ロリータ（6月7日、アイエナジー）
- ロリータ美少女限定 中出し援交サークル 超過激大乱交SP（6月7日、SODクリエイト）
- 将来は女優を夢見てオーディションにやってきた女をたっぷりレイプ!しかも●学生 完全版（6月22日、メディアステーション）
- ダブろり あずき のりこ 完全版（6月22日、メディアステーション）
- 人形のような不自然なカラダと顔 ナマ（6月25日、ホットエンターテイメント）
- イキまくりロ●ータ（6月25日、しのだプロジェクト）
- レイプ中出し3 理不尽に中出しされた8人のギャル（7月13日、隼エージェンシー）
- 女子校生強制中出し 13 完全版（7月13日、隼エージェンシー）
- 近親相姦中出し3 5人の近親中出し物語（7月19日、ミスター・インパクト）
- 鬼イカセ 辻あずき（7月20日、レアル・ワークス）
- こだわりの手コキ 4時間SP 5 30人のハンドメイド（8月11日、隼エージェンシー）
- オナニスト 第18章（9月8日、隼エージェンシー）
- 辻あずき大全集（9月21日、メディアアーツ）
- CRYSTAL ANGELS 制服女子校生EX（12月21日 クリスタル映像）

2008年
- 女子校生レイプ 8（2月9日、隼エージェンシー）